# Careproctus acanthodes
Careproctus acanthodes és una espècie de peix pertanyent a la família dels lipàrids.

## Descripció
- Fa 10,7 cm de llargària màxima.[2][3]

## Hàbitat
És un peix marí i batidemersal que viu entre 185 i 582 m de fondària.

## Distribució geogràfica
Es troba al mar del Japó, l'estret de Tartària i el mar d'Okhotsk.

## Observacions
És inofensiu per als humans.